# Myzia interrupta
Myzia interrupta – gatunek chrząszcza z rodziny biedronkowatych.

## Taksonomia
Gatunek ten opisany został po raz pierwszy w 1899 roku przez Thomasa Lincolna Caseya pod nazwą Neomysia interrupta. Jako miejsce typowe wskazano Fort Wingate w Nowym Meksyku. Przez dłuższy czas traktowany był jako podgatunek Myzia horni. Do rangi osobnego gatunku w rodzaju Myzia wyniósł go w 1985 roku Robert D. Gordon.

## Morfologia
Chrząszcz o owalnym w zarysie, silnie wysklepionym ciele długości od 6,5 do 8 mm i szerokości od 5 do 6 mm. Tło głowy, przedplecza i pokryw ubarwione jest białawo, żółtawo, pomarańczowo lub jasnobrązowawo. Głowa jest pozbawiona plamkowania. Na przedpleczu brak plamek lub występują trzy plamki jasnobrązowe. Na bocznych brzegach przedplecza zawsze brak jest plam ciemnobrązowych. Na pokrywach typowo obecne są podłużne, poprzerywane prążki brązowej barwy, jednak mogą być one zredukowane lub całkiem zanikłe. Boczne brzegi pokryw są lekko rozpłaszczone i na wierzchołkach zaokrąglone. Przedpiersie ma silne listewki boczne na wyrostku międzybiodrowym. Odnóża środkowej i tylnej pary mają po dwie ostrogi na goleni. Pazurki stóp mają wcięcia. Genitalia samca są symetrycznie zbudowane.

## Ekologia i występowanie
Owady te prowadzą nadrzewny tryb życia (arborikole).
Gatunek nearktyczny. W Kanadzie znany jest z południowych części Kolumbii Brytyjskiej i Alberty. W Stanach Zjednoczonych zamieszkuje Waszyngton, Oregon, Idaho, Montanę, Wyoming, Nevadę, Utah Kolorado, Kalifornię, Arizonę, Nowy Meksyk i zachodni Teksas. W Meksyku sięga na południe do stanu Zacatecas.